# Llibre desplegable

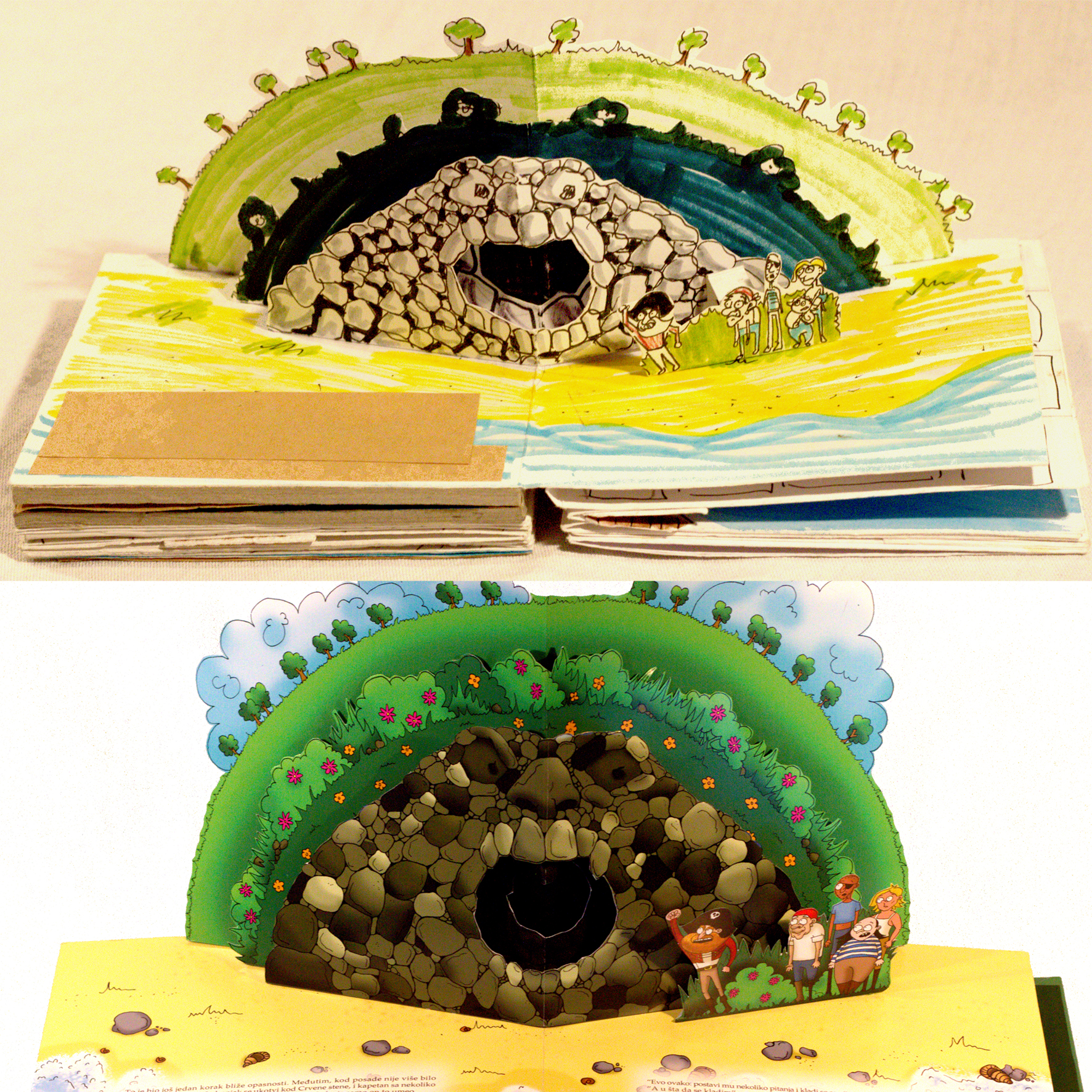
Dues mostres de llibre desplegable.

Llibre desplegable (també conegut com a llibre tridimensional, llibre mòbil i llibre animat) és un llibre il·lustrat, generalment adreçat als infants, fet amb tècniques de plegatge i altres mecanismes que permeten de moure'n alguns elements, de manera a fer l'efecte de moviment o de tridimensionalitat. Els llibres mòbils es coneixen en anglès com a pop ups, mot que a voltes és emprat en català, innecessàriament.
Entre els elements desplegables hi pot haver fulls en acordió, il·lustracions mòbils, finestres, rodes, tridimensionals (figures que s'alcen en desplegar la pàgina, les quals en anglès també s'anomenen pop ups), etc., etc.